# Европейска Суперлига
Суперлигата (на английски: The Super League), наричана още Европейска Суперлига, е планиран ежегоден клубен футболен турнир, който ще се състои от топ европейски клубове и има за цел да конкурира или евентуално да замени Шампионската лига на УЕФА.
След дълги спекулации относно формирането на „Европейска Суперлига“, турнирът е създаден от дванадесет клуба през април 2021 г., като се очаква още три да се присъединят. Тези петнадесет „клубове-учредители“ са постоянни участници в турнира, като ще го управляват. Допълнително пет отбора ще могат да се класират ежегодно за Суперлигата, въз основа на представянето им през предходния сезон. Според организаторите, Суперлигата ще започне „възможно най-скоро“, като според преговорите преди или през август 2021 г.
Флорентино Перес е първият председател на организацията.

## История
Предложенията за създаване на Европейска Суперлига датират от 1998 г., когато италианската корпорация Media Partners проучва идеята, която се проваля, след като УЕФА разширява Шампионската лига. През следващите две десетилетия са представени различни проекти с малък успех.

## Създаване
Лигата е обявена на 18 април 2021 г. чрез съобщение към пресата, изпратено от клубовете учредители. Съобщението идва в навечерието на заседание на Изпълнителния комитет на УЕФА, който възнамерява да обнови и увеличи участниците в Шампионската лига от сезон 2024/25, за да увеличи броя на мачовете и приходите, след натиск от елитните европейски клубове. В прессъобщението се заявява намерение за „осигуряване на по-висококачествени мачове и допълнителни финансови ресурси за цялостната футболна пирамида“, като същевременно „осигурява [значително] по-голям икономически растеж и подкрепа за европейския футбол чрез дългосрочен ангажимент за неограничени плащания за солидарност, които ще растат в съответствие с приходите от лигата".
В допълнение към турнира за мъже, организацията също така планира да стартира съответната женска суперлига „възможно най-скоро“.

## Клубове учредители
Дванадесет клуба са обявени за членове-учредители на турнира като още три са готови да се присъединят преди първия сезон. Това включва „Голямата шестица“ на Англия, както и три испански и три италиански клуба. Петнадесетте клуба учредители ще бъдат постоянни участници в турнира и ще управляват организацията. Френските и германските клубове, включително Пари Сен Жермен и Байерн Мюнхен, отказват да се присъединят към Суперлигата.
- Арсенал
- Челси
- Ливърпул
- Манчестър Сити
- Манчестър Юнайтед
- Тотнъм Хотспър
- Интер
- Милан
- Ювентус
- Атлетико Мадрид
- Реал Мадрид
- Барселона

## Формат
В турнира ще участват двадесет отбора, включително петнадесетте клуба учредители. Останалите пет места ще бъдат решени чрез квалификационен механизъм, базиран на представянето на отборите през предходния сезон. Започвайки през август, отборите ще бъдат разделени на две групи от по десет, като ще се играят домакински мачове по средата на седмицата, за да позволят на клубовете да продължават да участват във вътрешните си лиги. Първите три отбора от всяка група ще се класират за четвъртфиналите, докато отборите завършили четвърти и пети от всяка група ще се състезават в плейофи от два мача, за да решат последните двама четвъртфиналисти. Останалата част от Суперлигата ще се проведе в рамките на четири седмици в края на сезона, като четвъртфиналите и полуфиналите ще бъдат в два мача, като финалът през май ще бъде оспорван в един мач на неутрален терен.

## Парична награда
Суперлигата ще включва неограничени солидарни плащания към своите клубове, които могат да се увеличат в съответствие с приходите от лигата. Организацията заявява, че плащанията за солидарност ще бъдат по-високи от тези на съществуващите европейски турнири, очаквани да бъдат "над 10 милиарда евро по време на първоначалния период на ангажимент на клубовете", както и че клубовете учредители ще получат 3,5 милиарда евро за инвестиционни планове за инфраструктура и да компенсират въздействието на пандемията COVID-19. Съобщава се, че американският гигант за инвестиционно банкиране JPMorgan Chase е основният финансов спонсор на планираната Суперлига, като обещава 5 милиарда долара.

## Реакции
Суперлигата поражда негативна реакция от УЕФА, Футболната асоциация и Висшата лига на Англия, Италианската футболна федерация и Серия А от Италия и Кралската испанска футболна федерация и Ла Лига на Испания, от които са клубовете учредители. Те публикуват съвместно изявление, в което заявяват, че ще „разгледат всички налични за нас мерки на всички нива, както съдебни, така и спортни“, за да попречат на Суперлигата да се осъществи. УЕФА и трите държави предупреждават, че всички клубове, участващи в Суперлигата, ще бъдат изхвърлени от всички вътрешни, европейски и световни футболни турнири. Те също така заплашват, че на участващите футболисти може да бъде забранено да представляват националните си отбори в международни мачове. Футболните федерации и висшите лиги на Франция и Германия, от които все още не са се присъединили клубове, също публикуват изявления, противопоставящи се на предложената Суперлига.
Европейската клубна асоциация (ECA), чийто тогавашен председател Андреа Анели е заместник-председател на Суперлигата, провежда спешно заседание и впоследствие обявява, че се противопоставя на плана. Анели, също член на Изпълнителния комитет на УЕФА, заедно с клубовете учредители на Суперлигата не присъстват на виртуалната среща. Впоследствие, Анели подава оставка от позициите си на председател на ECA и член на Изпълнителния комитет на УЕФА, като всички дванадесет клуба от Суперлигата също напускат ECA. FIFA също изразява неодобрението си срещу Суперлигата.
Реакцията на бившия играч на Манчестър Юнайтед Гари Невил предизвиква силно внимание в социалните медии, наричайки формацията „акт на чиста алчност“ и особено разочарование от приемането на бившия му клуб, като продължава, че трябва да се вземат строги мерки срещу клубовете учредители, включително изхвърляне от европейски турнири и отнемане на точки. Многобройни фен групи, включително тръста на привържениците на Тотнъм Хотспър, тръста на Арсенал, тръста на Челси и групата на Ливърпул Spirit of Shankly, също се противопоставят на този ход, призовавайки за бойкот на мачовете.